# 尼亞溫普基奧湖 (阿胡瓦克區)

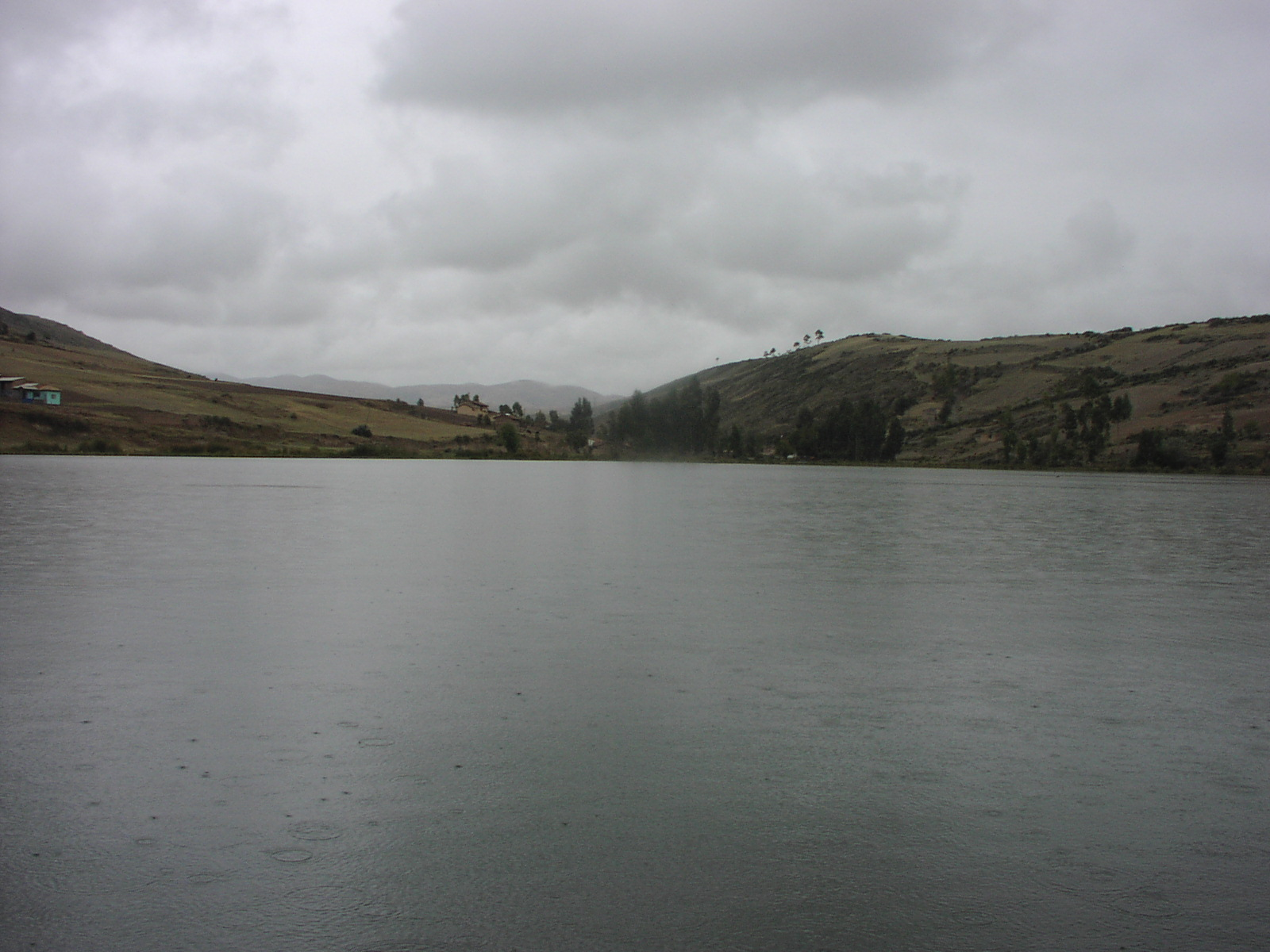

12°04′14″S 75°20′19″W / 12.07056°S 75.33861°W
尼亞溫普基奧湖（西班牙語：Laguna Ñahuimpuquio），是秘魯的湖泊，位於該國中部胡寧大區，由阿胡瓦克區的阿胡瓦克區負責管轄，面積約700平方公里，海拔高度3,400米。